# Monts Kirthar
Les monts Kirthar (ourdou : كوه کھیرتھر ; Sindhi) sont un massif de montagnes marquant la frontière entre les provinces pakistanaises du Baloutchistan et du Sind. Ils comprennent une grande partie du parc national de Kirthar. Ils font partie de la province géologique de Kirthar-Sulaiman, qui s'étend de la côte de la mer d'Oman au sud jusqu'aux monts Sulaiman dans le Nord-Ouest du Pakistan.
Le parc national du Kirthar, créé en 1974, reconnaît l'importance écologique du massif.

## Géographie

### Situation, topographie

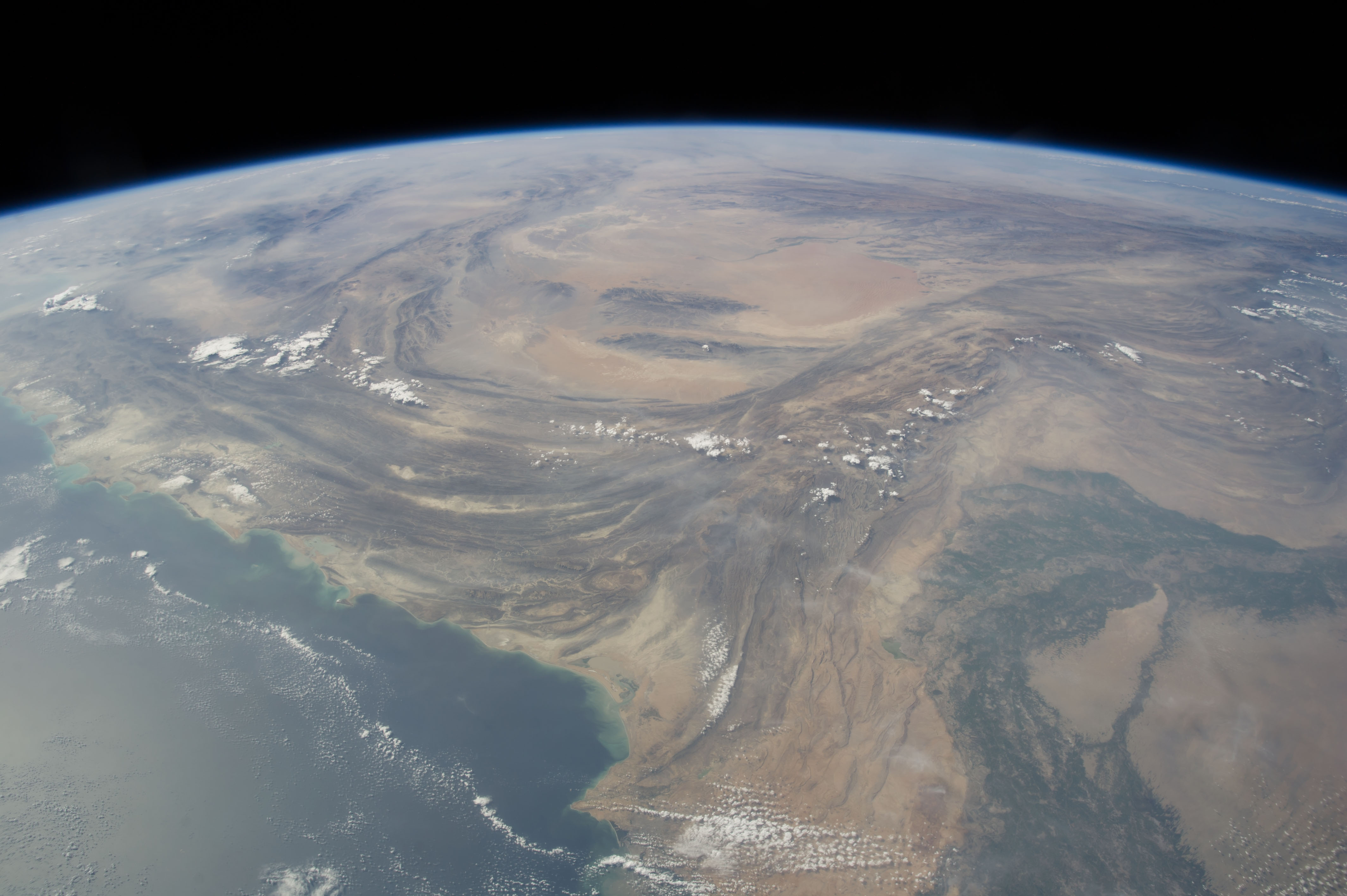
Vue des monts Kirthar avec la vallée de l'Indus, à droite, depuis la Station spatiale internationale.

Les monts Kirthar s'étendent vers le sud sur environ 410 km depuis la rivière Mula dans le centre-est du Baloutchistan jusqu'au cap Monze sur la mer d'Oman. Ils couvrent une superficie d'environ 9 000 km2. Les collines Khasa et les collines Mulri, proches de la côte de la mer d'Oman, sont des prolongements des monts Kirthar qui s'étendent jusqu'aux limites de la ville de Karachi. Les monts Kirthar sont drainées par les rivières Gaj et Hub.
Les montagnes se composent d'une série de crêtes rocheuses parallèles orientées principalement nord-sud, avec des piémonts et des plaines alluviales situés entre les crêtes, avec des lits de rivières asséchés. Les crêtes s'élèvent abruptement. Depuis la mer d'Oman, ils s'élèvent à près de 2 500 m au nord. Ce sont des anticlinaux, les versants nord et ouest étant généralement plus abrupts que les versants sud et est.
Le point culminant est Drakhel Hill, signalée par le Corps des ingénieurs de l'armée britannique à 2 479 m[réf. nécessaire]. Le pic Zardak s'élève à 2 267 m[réf. à confirmer]. Barugh Hill atteint 2 151 m, ce qui en fait le point culminant du Sind. Barugh signifie « grosse montagne » en langue brahouie, la langue de la tribu Sasoli, qui vit toujours dans la région[réf. nécessaire]. Barugh Hill est située à quelques kilomètres au nord-ouest de la station Gorakh Hill.
Plusieurs cols sont praticables dans les monts Kirthar, mais le seul souvent utilisé est le col de Gaji Lak sur la route de Zidi et Khuzdar à Jhalawan.

### Géologie
Les monts Kirthar font partie de la province géologique de Kirthar-Sulaiman, qui s'étend de la côte de la mer d'Oman au sud jusque dans le Nord-Ouest du Pakistan, le long de la bordure occidentale de la vallée de l'Indus. Les parties septentrionales du massif sont en grande partie calcaires, tandis que ses parties centrales et méridionales sont composées de schiste argileux de l'Éocène moyen.

## Habitats

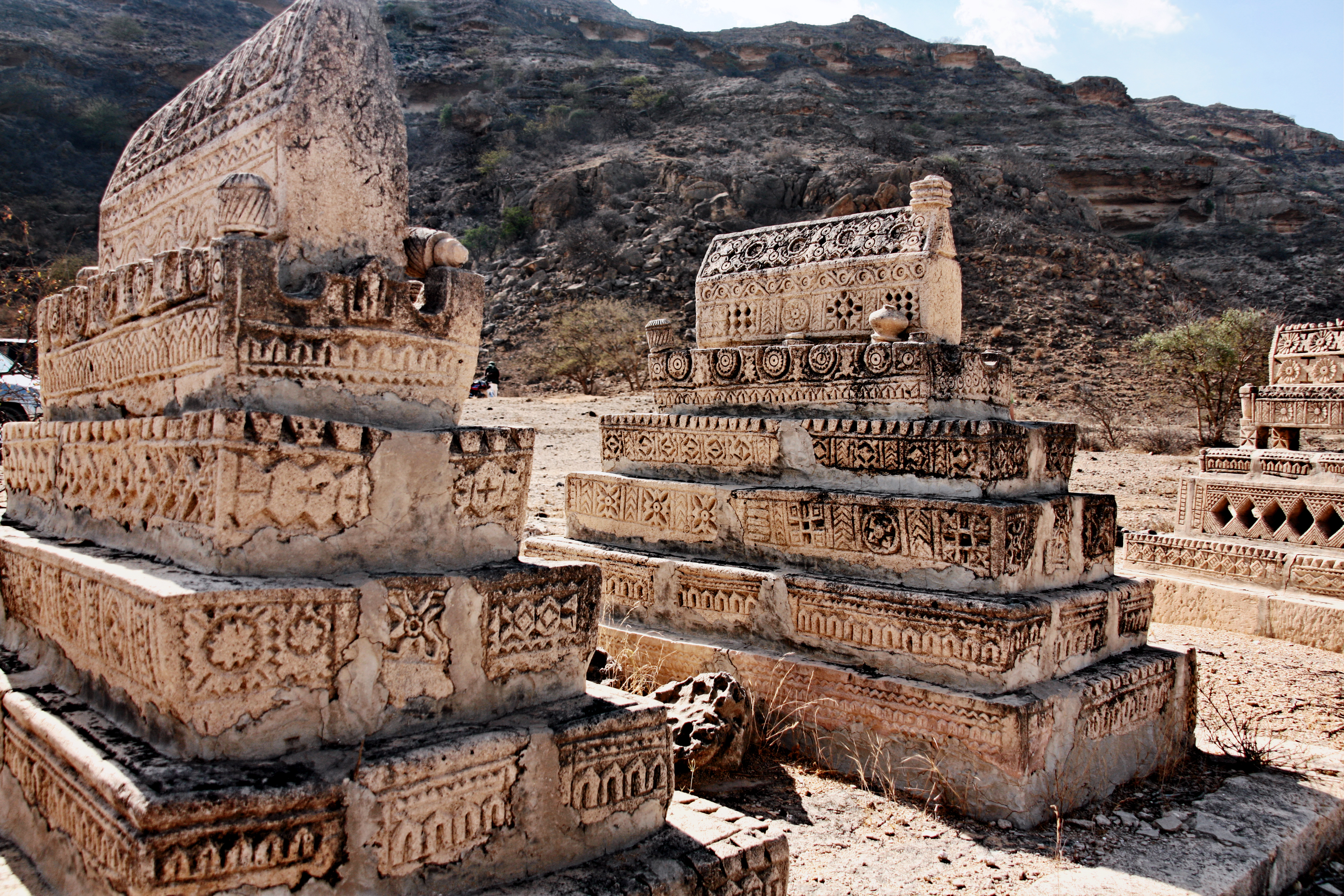
Les tombeaux Taung.

Dans les monts Kirthar se trouvent 21 sites préhistoriques. Les tombeaux Taung des XVIe et XVIIIe siècles se trouvent également dans la chaîne. Il existe 71 tombes situées dans les zones habitées par la tribu Chhutta.
Les habitants des monts Kirthar sont principalement des Chhutto de la tribu Samma et diverses tribus Sindhi et Baloutche qui survivent grâce au pâturage des troupeaux. Les principales tribus vivant dans les monts Kirthar sont Chhutta, Burfat, Gabol, Marri, Bozdar, Lund, Nohani, Bugti, Chandio et Lashari.